# Biggest Prize in Sport
Biggest Prize in Sport è il terzo album in studio del gruppo musicale punk britannico 999, pubblicato nel 1981 da Polydor Records dopo due album con la United Artists.
È stato definito il miglior LP della band ed è stato ripubblicato nel 1995 da Anagram Records con alcune bonus track. L'album ha raggiunto la posizione n°177 nella classifica Billboard 200.

## Tracce
- Tutte le tracce scritte da Nick Cash e Guy Days eccetto dove indicato.

1. Boys in the Gang - 2:45
2. Inside Out - 2:02
3. Trouble - 2:33
4. So Long - 2:44
5. Fun Thing - 3:35
6. The Biggest Prize in Sport (Cash, Days, Watson) - 3:00
7. Hollywood - 3:01
8. Stranger - 3:13
9. Stop! Stop! - 2:04
10. English Wipeout - 3:27
11. Shake - 2:26
12. Boiler (Cash, Days, Labritain, Watson) - 3:47

### Bonus track (ristampa 1995)
1. Made a Fool of You (Watson) - 3:15
2. Found Out Too Late - 3:40
3. Lie Lie Lie - 2:59

## Crediti
Formazione:
- Nick Cash - voce, chitarra, percussioni, note di copertina
- Guy Days - chitarra, organo, percussioni, voce d'accompagnamento
- John Watson - basso, voce d'accompagnamento
- Pablo Labritain - batteria, percussioni, voce d'accompagnamento
- Ed Case - batteria, voce d'accompagnamento
- Vic Maile - produttore